# Natação nos Jogos Olímpicos de Verão da Juventude de 2014 - 200 m costas Moças
As provas de natação' dos' 200 m costas de moças nos Jogos Olímpicos de Verão da Juventude de 2014 decorreram a 17 e 18 de Agosto de 2014 no natatório do Centro Olímpico de Desportos de Nanquim em Nanquim, China. Chegando empatadas, Ambra Esposito (Itália) e Hannah Moore (EUA) foram campeãs Olímpicas. A Prata não foi atribuída, e Africa Zamorano Sanz ganhou o Bronze pela Espanha.

## Medalhistas
| Ouro   | ITA Ambra Esposito USA Hannah Moore |
| Bronze | ESP Africa Zamorano Sanz            |

## Resultados da final
| Pos.              | Linha | Nadadora                 | Tempo total | Diferença |
| ----------------- | ----- | ------------------------ | ----------- | --------- |
| Medalha de ouro   | 3     | ITA Ambra Esposito       | 2:10.42     |           |
| Medalha de ouro   | 4     | USA Hannah Moore         | 2:10.42     |           |
| Medalha de bronze | 2     | ESP Africa Zamorano Sanz | 2:11.94     | +1.52     |
| 4                 | 7     | CAN Mackenzie Glover     | 2:13.09     | +2.67     |
| 5                 | 6     | RUS Irina Prikhodko      | 2:13.93     | +3.51     |
| 6                 | 5     | AUS Amy Forrester        | 2:14.21     | +3.79     |
| 7                 | 1     | CAN Danielle Hanus       | 2:15.02     | +4.60     |
| 8                 | 8     | GRE Ana Koutsouveli      | 2:15.61     | +5.19     |